# Partikulargericht

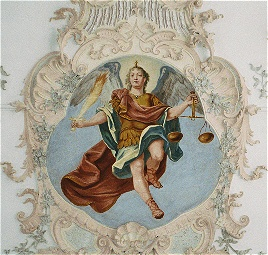
Der Erzengel Michael als Seelenwäger, Fresko in der Pfarrkirche Aulzhausen

Das Partikulargericht („persönliches Gericht“, „Einzelgericht“ auch „besonderes Gericht“) ist Gegenstand der Lehre der römisch-katholischen Kirche und der orthodoxen Kirchen über das Schicksal der Seele nach dem Tode. Das Partikulargericht gehört zu den sogenannten vier letzten Dingen: Tod, Gericht, Himmel und Hölle. Im Partikulargericht erfolgt die Abwägung der guten und bösen Taten eines Menschen unmittelbar nach dessen Tod.
In der christlichen Ikonographie wird beim Gericht dem Erzengel Michael die Rolle als „Seelenwäger“ zugeordnet.

## Theologie des Partikulargerichts
Den Evangelien und der Apostelgeschichte zufolge werden am Ende aller Zeiten die Toten auferstehen, um vor den Richter Jesus Christus gestellt zu werden, der nach Gottes Weisung richten wird. Der Hauptunterschied zwischen Partikulargericht und dem Endgericht ist, dass das Partikulargericht direkt nach dem Tode jedes Menschen stattfindet und nicht erst am Jüngsten Tag. Es handelt sich um Gottes Gericht über die Seele des einzelnen und ist nicht, wie das Jüngste Gericht, zugleich mit der Auferstehung des Leibes verbunden. Die Lehre vom Partikulargericht entwickelte sich in Verbindung mit jener über das Purgatorium, über die Läuterung, die eine Seele nach dem Tod erfährt, sofern sie nicht als heilig unmittelbar in den Himmel aufgenommen wird.
Den Schriften einiger früher Kirchenväter wie Justin der Märtyrer, Irenäus und Clemens von Alexandria und des Kirchenschriftstellers Tertullian zufolge werden die geretteten Seelen nicht vor dem Tag des Jüngsten Gerichts in den Himmel eingelassen und verbringen die Zeit zwischen dem Tod und der Auferstehung an einem schönen Ort, wo sie ihre Verherrlichung erwarteten.
Der Kirchenlehrer Thomas von Aquin (1225–1274) begründet das Partikulargericht in seiner Summa theologica: Jeder Mensch sei sowohl Einzelperson als auch Teil des ganzen Menschengeschlechtes. Daher gebühre ihm ein doppeltes Gericht. Das Einzelgericht werde nach dem Tod über ihn gesprochen, „aber nicht für den Leib, sondern nur für die Seele“. Das zweite Gericht müsse „stattfinden über ihn als Teil des ganzen Menschengeschlechtes“. Die Strafe würde im letzten Gericht vervollständigt, „denn nach ihm werden die Gottlosen an Leib und Seele zugleich gepeinigt“.
Die Bulle Benedictus Deus Papst Benedikts XII. von 1336 über die Gottesschau der Seelen nach dem Tode (Visio beatifica) führt zugleich aus, dass die Seelen derer, die in Todsünde gestorben seien, „gleich nach ihrem Tod in die Unterwelt hinabsteigen, wo sie mit den Qualen der Hölle gepeinigt werden“.

Im Katechismus der Katholischen Kirche heißt es unter Berufung auf den hl. Irenäus, Papst Benedikt XII. und die Dokumente des Konzils von Trient: 

„Jeder Mensch empfängt im Moment des Todes in seiner unsterblichen Seele die ewige Vergeltung. Dies geschieht in einem besonderen Gericht, das sein Leben auf Christus bezieht – entweder durch eine Läuterung hindurch oder indem er unmittelbar in die himmlische Seligkeit eintritt  oder indem er sich selbst sogleich für immer verdammt.“

## Historiker
Der Mediävist Philippe Ariès vertritt die These, dass die Lehre vom Partikulargericht im Laufe des 14. und 15. Jahrhunderts an Bedeutung gewonnen habe. Den Grund dafür sieht Ariès in der wachsenden Bedeutung des einzelnen Menschen, der sich im Spätmittelalter zunehmend mit der Vorbereitung eines guten Sterbens (Ars moriendi) auseinandersetzte.
Eine kontroverse Position vertritt der russische Historiker Aron Gurewitsch. Er ist der Meinung, dass beide Gerichte – Jüngstes Gericht und Partikulargericht – in der Vorstellungswelt des gesamten Mittelalters unabhängig voneinander koexistierten. Gurewitsch spricht von einer „paradoxen Koexistenz“ zwischen der, wie er sie nennt, „kleinen Eschatologie“ und der „großen Eschatologie“, die jedes Individuum in zweifacher Weise betreffe: wenn es um sein eigenes Schicksal gehe und zugleich für ihn als Mitglied der Gemeinschaft, die am Jüngsten Tag gerichtet werde.
Für den französischen Historiker Jacques Le Goff vollzog sich die Entstehung des Partikulargerichts am Ende des 12. Jahrhunderts analog zur Entstehung der Lehre über das Purgatorium.